# Trofors Station
Trofors Station (Trofors stasjon) er en jernbanestation på Nordlandsbanen, der ligger i Grane kommune i Norge. Stationen består af krydsningsspor med en øperron og en stationsbygning i træ med ventesal og toilet. Desuden er der en tidligere remise. Der er bus til Brønnøysund og Hattfjelldal.
Stationen åbnede 5. juli 1940, da banen blev forlænget fra Grong til Mosjøen. Den blev gjort fjernstyret og ubemandet 9. juni 2011.
Stationsbygningen blev opført i 1939 efter tegninger af Gudmund Hoel fra NSB Arkitektkontor. Den toetages bygning er opført i træ i laftekonstruktion og rummede oprindeligt ventesal, café, ekspedition og telegraf i stueetagen samt en tjenestebolig på første sal. Desuden er der en tilbygning, der fungerede som pakhus. 
Remisen er opført i 1938 som en muret bygning efter tegninger af Gudmund Hoel og Bjarne Friis Baastad. Oprindeligt var den indrettet med to spor og med en mindre tilbygning, der fungerede som opholdsrum. I 1951 blev remisen udvidet med en plads til en roterende sneplov, og tilbygningen blev forhøjet med en etage. Bygningen er i dag overgået til andet formål, og sporforbindelsen er fjernet.